# Ettore Fieramosca (film 1915)
Ettore Fieramosca è un film muto italiano del 1915 diretto da Domenico Gaido e Umberto Paradisi, e tratto dall'omonimo romanzo di Massimo d'Azeglio del 1833.

## Trama
Ettore Fieramosca è un giovane soldato di ventura, amato dalla bella castellana di Monreale, che però è costretta a sposarsi con Graiano d'Asti per avere il patrimonio delle terre assicurato.
Ma l'uomo si rivela un imbroglione facendo massacrare tutti gli uomini del castello facendo in modo da lasciare libera la strada alle armate francesi.
Subito scoppia una battaglia tra francesi e spagnoli: l'esito si rivela subito favorevole per questi ultimi.
Anche Fieramosca è sceso in battaglia al fianco degli spagnoli, credendo che la sua "signora" ormai lo abbia abbandonato.
L'ultima parte della battaglia si svolgerà a Barletta dove questi affiancato dalle truppe di Colonna e con alcuni prigionieri francesi, sfida tredici di questi per essersi ribellati alle offese che De La Morte aveva pronunciato durante un banchetto.
La vittoria è degli italiani ed Ettore può finalmente correre a Monreale dove sposerà la sua amata.